# Cucullanus bioccai
Cucullanus bioccai is een rondwormensoort uit de familie van de Cucullanidae. De wetenschappelijke naam van de soort is voor het eerst geldig gepubliceerd in 1987 door Orecchia & Paggi.